# Dödtjärnen, Västmanland
Dödtjärnen är en sjö i Fagersta kommun i Västmanland och ingår i Norrströms huvudavrinningsområde.